# The System (groupe)
Pour les articles homonymes, voir The System.
 (mai 2018).
Si vous disposez d'ouvrages ou d'articles de référence ou si vous connaissez des sites web de qualité traitant du thème abordé ici, merci de compléter l'article en donnant les références utiles à sa vérifiabilité et en les liant à la section « Notes et références ».
The System était un groupe de funk américain, composé du guitariste et chanteur Mic Murphy (né le 9 janvier 1958) et du claviériste David Frank (né le 13 novembre 1952). Le groupe a été fondé en 1982 à New York et a compté parmi ses membres Paul Pesco à la guitare et Kris Khellow aux claviers. Il se caractérise par un son très identifiable : électronique et froid, mais néanmoins funk grâce aux grooves particuliers composés par David Frank et grâce à la voix de Mic Murphy. Parmi les morceaux marquants de The System, retenons I Wanna Make You Feel Good (1984) et le hit You Are In My System (1983) qui sera notamment repris par Robert Palmer.
David Frank jouera, composera ou produira pour de nombreux artistes ou groupes parmi lesquels Chaka Khan, Mtume, Christina Aguilera, Phil Collins, Scritti Politti, Steve Winwood, Sheena Easton, Omar, Ashford & Simpson, etc.